# Carlo Canera di Salasco
Carlo Felice Canera di Salasco (Torino, 13 settembre 1796 – Vercelli, 17 gennaio 1866) è stato un generale italiano, che fu capo di stato maggiore dell'Armata sarda nel corso della prima guerra d'indipendenza italiana, firmatario il 9 agosto 1848 dell'armistizio che porta il suo nome tra il Regno di Sardegna e l'Impero austriaco, che sancì la fine della prima fase della guerra. Sostituito nell'incarico del barone Agostino Chiodo (1791-1861) il 24 agosto, dopo che il suo operato nel corso delle operazioni militari venne giudicato negativamente da una apposita commissione d'inchiesta, il 4 dicembre successivo fu collocato definitivamente a riposo.

## Biografia
Nacque a Torino il 13 settembre 1796 figlio Ignazio conte di Salasco e di Daria Belcredi, insieme a un fratello gemello, Giuseppe, che morì in tenera età. Con la restaurazione di Casa Savoia nel novembre 1814 ottenne il brevetto di sottotenente, in servizio presso il corpo reale di stato maggiore generale. Promosso capitano di stato maggiore generale, nel 1823 sposò la signorina diciannovenne Marianna Pallavicino delle Frabose, dalla quale ebbe quattro figli. Nel 1826 venne promosso maggiore e l'anno successivo nominato aiutante di campo del re Carlo Felice spettandogli l'organizzazione dei viaggi della corte. Divenne successivamente anche primo scudiere e gentiluomo da camera della regia scuderia. Nel 1828 morì il padre ed egli gli subentrò quale sesto conte di Salasco. Nel 1831 salì al trono Carlo Alberto di Savoia, e nel novembre di quell'anno venne promosso tenente colonnello e nominato primo ufficiale del Ministero di Guerra e Marina. Nell'aprile 1832 fu nominato Ministro di Guerra e Marina Emanuele Pes di Villamarina ed egli perse l'incarico di primo ufficiale, ma la sua carriera non ne risentì, venendo promosso colonnello, e chiamato a ricoprire l'importante incarico di segretario del ricostituito Consiglio permanente di conferenza, una istituzione che riuniva settimanalmente i Ministri della Corona. Non si rivelò all'altezza dell'incarico in quanto secondo Angelo Brofferio (1860) i verbali realmente non [avevano] né stile, né precisione, né lingua (p. 80), una opinione condivisa da re Carlo Alberto. Ritornò quindi a far parte dello stato maggiore in qualità di aiutante generale del quartiermastro generale dell'Armata Sarda e capo del corpo Annibale Monesiglio di Saluzzo, condividendo l'incarico dal 1834 con Antonio Franzini. Nel 1838 fu promosso maggior generale della Brigata Savona, ricoprendo il medesimo incarico nell'organigramma dello stato maggiore. Nei decenni che precedettero la campagna militare del 1848 si dedicò, tra le altre cose, all'abbellimento della grande villa di famiglia del Torrione (Pinerolo) e del suo grande parco all'inglese.
Nel marzo del 1848 le decisioni assunte da Carlo Alberto di concedere una costituzione e di dichiarare guerra all'Impero austriaco portarono alla sostituzione del settantenne Annibale Monesiglio di Saluzzo e alla sua nomina a Capo di Stato Maggiore Generale il 29 marzo, con conseguente promozione a tenente generale. La carica, in precedenza associata a quella di capo di stato maggiore, di quartiermastro generale fu affidata al Franzini, che era stato prescelto come Ministro della guerra nel primo ministero costituzionale e che fu incaricato di seguire sul campo re Carlo Alberto, complicando ulteriormente la questione del comando dell'esercito, che era già fortemente aggravata dall'incompetenza militare del re.
Come scrisse lo storico Piero Pieri, all'inizio della prima guerra d'indipendenza più di tutti impreparato era lo Stato Maggiore, senza carte, senza piani, senza un proprio reparto di guide a cavallo, senza alcuna preparazione ai servizi di campagna e di collegamento fra i reparti; e senza un'intendenza degna di questo nome. A metà del mese di giugno Franzini, irritatosi a seguito della disorganizzazione cronica dello Stato Maggiore, anche a lui attribuibile dato che ne era il capo, alla mancata conquista di Verona, e per non essere riuscito a influire sulla gestione della campagna militare, rientrò a Torino, ed egli rimase da solo come consigliere al fianco di Carlo Alberto. La periodica emissione di bollettini di guerra scritti da lui gli attirarono gli strali di Carlo Cattaneo che criticò duramente le notizie affatto mendaci e insulse diffuse dallo stato maggiore sardo e prese direttamente di mira, in un paio di occasioni, anche lui, accusandolo di essere autore di un pomposo bollettino che aveva trasformato la sconfitta di Custoza in una vittoria di Carlo Alberto. Anche lo storico coevo Candido Augusto Vecchi scrisse di lui che: di indole timida e servile, di scarso ingegno, metodico in ogni cosa, attivissimo, spingeva la devozione verso la persona del principe sino allo stremo. Nel campo ei si credeva in obbligo di continuare lo incarico di ciambellano, e il seguì sempre come l’ombra sua a piedi e a cavallo; e parte della notte passava quindi in veglia onde redigere que’ bollettini che tutti han letto [...] Travagliato dalla propria coscienza, chiedeva al suo signore il dispensasse da cure, le quali domandavano un’altra mente che la sua non fosse.
Dopo l'esito negativo della battaglia di Custoza, il 9 agosto 1848 sottoscrisse a Vigevano, insieme al capo di stato maggiore dell'esercito imperiale austriaco Heinrich von Hess l'armistizio con l'Austria, detto "armistizio di Salasco", che sancì la fine della prima fase della prima guerra di indipendenza. Tale armistizio permise all'esercito piemontese di riparare oltre il Ticino consegnando Milano e la Lombardia agli austriaci. Nel corso della ritirata verso il Piemonte al re ebbe l'idea di nominare come capo di stato maggiore il generale polacco Wojciech Chrzanowski, veterano delle guerre napoleoniche, ma ciò comportava il suo allontanamento dall'incarico. In realtà la sua sostituzione avvenne tramite la nomina del barone Agostino Chiodo (1791-1861), già al comando del genio nella campagna del 1848, il 24 agosto, che venne a sua volta sostituito dal Franzini. Dopo che il suo operato nel corso delle operazioni militari venne giudicato negativamente da una apposita commissione d'inchiesta, il 4 dicembre successivo fu collocato definitivamente a riposo.
I suoi ultimi anni di vita non furono molto felici, i debiti contratti dai figli e altre vicende negative nel 1853 lo costrinsero a vendere la villa del Torrione. Nel dicembre del 1865 si spense sua moglie, e un mese più tardi, il 17 gennaio 1866 a Vercelli, egli la seguì nella tomba.

### Annotazioni
1. ↑  Colonnello dei cavalleggeri, negli anni Venti del XIX secolo venne nominato gran falconiere in seconda e governatore della reggia della Venaria Reale, insignito della Gran croce dell'Ordine dei Santi Maurizio e Lazzaro.
2. ↑  Si trattava di tre maschi, due dei quali, Carlo Felice Ignazio e Luigi, intrapresero la carriera militare (il primo diventò nel 1882 tenente generale), e una femmina, Maria Luisa Flavia, che avrebbe avuto una vita parecchio avventurosa e travagliata (sarebbe stata, tra l’altro, molto vicina a Giuseppe Garibaldi, seguendolo nel 1860 in Sicilia).
3. ↑  Incarico equivalente a quello di vicecapo del corpo.
4. ↑  Secondo Pieri il modesto generale Salasco, propenso soprattutto ad evitare di contraddire il suo signore.

### Fonti
1. 1 2 3 4 5  Ilari, Shamà 2008, p. 124.
2. 1 2 3 4 5 6 7 8 9 10  https://www.treccani.it/enciclopedia/carlo-felice-canera-conte-di-salasco_(Dizionario-Biografico).
3. 1 2 3 4  Di Pietrantonio 2020, p. 53.
4. 1 2 3 4 5  Di Pietrantonio 2020, p. 54.
5. ↑  Pieri 1962, p. 206.
6. ↑  Pieri 1962, p. 229.
7. ↑  Cattaneo 1849, p. 206.
8. ↑  Cattaneo 1849, p. 241.
9. ↑  Vecchi 1856, p. 79.
10. ↑   Calendario generale pe' Regii Stati pubblicato con autorità del Governo e, 1840,  p. 653. URL consultato il 12 marzo 2021.